# Losînî, Jovkva
Losînî (în ucraineană Лосини) este un sat în comuna Deveatîr din raionul Jovkva, regiunea Liov, Ucraina.

## Demografie
Componența lingvistică a localității Losînî
     Ucraineană (100%)
Conform recensământului din 2001, toată populația localității Losînî era vorbitoare de ucraineană (100%).